# Amanda Reid
Amanda Reid (* 12. November 1996 in Blaxland, New South Wales) ist eine australische Paracyclerin und frühere Paraschwimmerin. Im Radsport startet sie in der Klasse C2. Sie ist die erste Aborigine, die eine Medaille bei Paralympics gewann.

## Sportlicher Werdegang
Amanda Reid gehört zum Stamm der Guringai–Wemba-Wemba. Sie hat eine Zerebralparese und ist leicht geistig beeinträchtigt.
Im Alter von 15 Jahren startete Amanda Reid, damals noch unter dem Namen Fowler, bei den Paralympics 2012 als Schwimmerin und belegte Platz fünf über 100 m Brust. Kurz darauf wechselte sie zum Radsport, den sie schon als Kind ausgeübt und nachdem sie sich im Kader der Schwimmmannschaft schikaniert gefühlt hatte. 2015 errang sie in diesem Sport ihren ersten nationalen Titel, bis 2018 fünf weitere.
Bei den Sommer-Paralympics 2016 gewann Reid die Silbermedaille im 500-Meter-Zeitfahren. Sie war die erste australische Aborigine, die bei Paralympics eine Medaille gewann.
Bei den UCI-Paracycling-Bahnweltmeisterschaften 2019 stellte Reid mit 39,505 Sekunden einen neuen Weltrekord im Zeitfahren auf, den sie selbst 2020 auf 39,035 Sekunden verbesserte. 2021 holte sie bei den Paralympics 2020 in Tokio Gold im Zeitfahren auf der Bahn, wo sie den Weltrekord erneut verbesserte, auf 38,487 Sekunden. Da sie in einem Rennen für die Klassen C 1-3 startete, wurde ihre Zeit auf 35,581 Sekunden bereinigt.

## Kontroverse
Im Jahr 2018 behauptete Reids ehemaliger Trainer Simon Watkins, Amanda Reid würde ihre körperlichen und geistigen Beschwerden und Symptome übertreiben, zudem würden sich ihre Beschwerden ändern. Zeitweise habe sie angegeben, auch leicht sehbehindert zu sein. Das Australian Paralympic Committee wies diese Anschuldigungen zurück und bezeichnete sie als „Meinung einer nicht-medizinischen Fachkraft“. Reid habe „strenge Bewertungsprozesse“ durchlaufen. Die Sportlerin habe mehrere Beeinträchtigungen, und es sei nicht ungewöhnlich, dass die Klassifizierung von paralympischen Sportlern geändert würde. Reid verklagte das Nine Network vor dem Federal Court of Australia, bei dem der Bericht mit Watkins’ Aussagen ausgestrahlt worden war, wegen Verleumdung. Im August 2020 zog sie die Klage zurück.

## Auszeichnungen und Ehrungen
2017 wurde Amanda Reid zur NAIDOC Sportsperson of the Year gewählt (NAIDOC = National Aborigines and Islanders Day Observance Committee).
Weitere:
- 2017 – New South Wales Athlete with a Disability
- 2017 – Australia-Day-Botschafterin für das Dubbo Regional Council[9]
- 2017 – Sport Australia Hall of Fame Awards – Stipendium[10]

## Erfolge

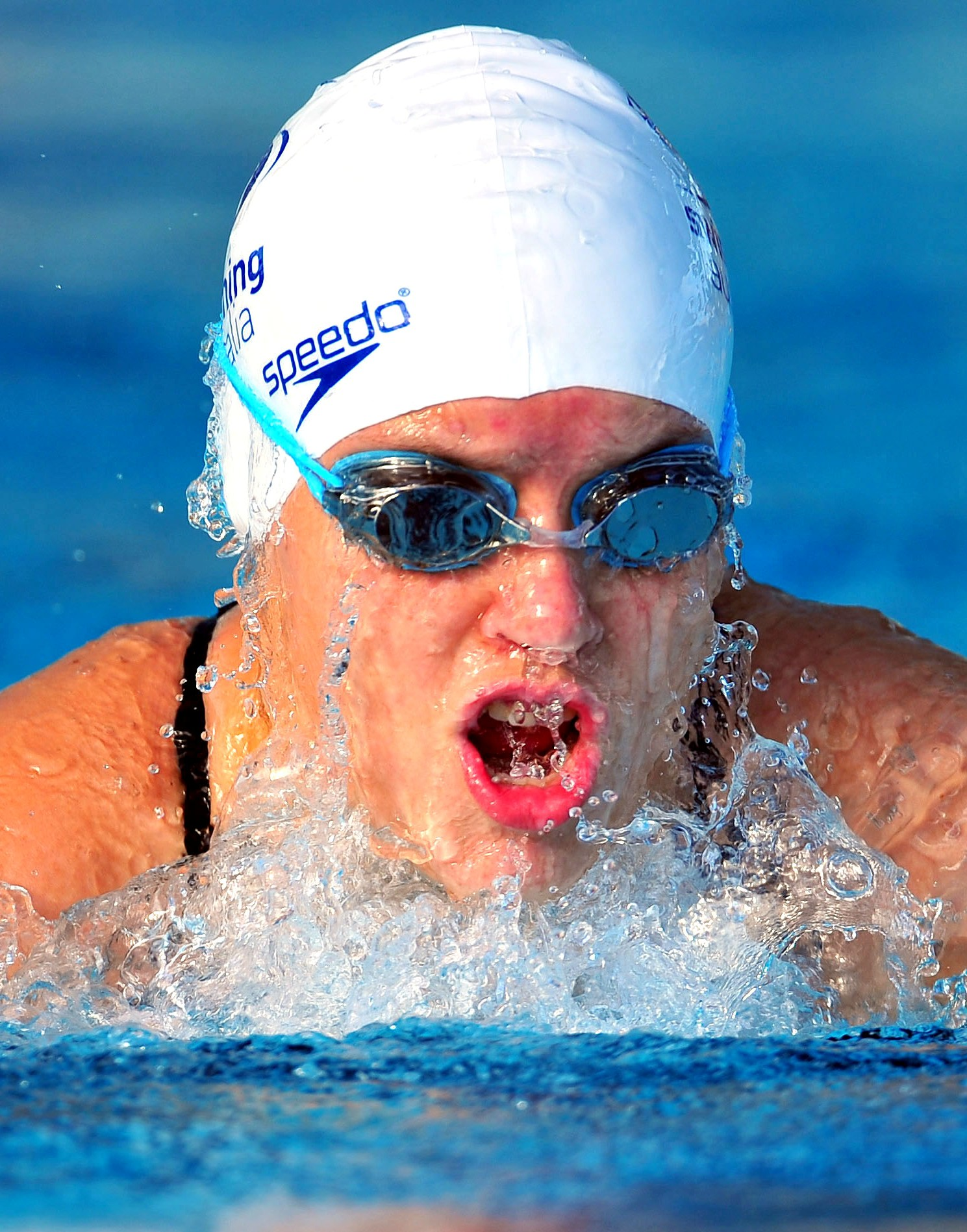
Reid im Schwimmwettbewerb der Para-Ozeanspiele 2011

### Radsport – Bahn
2016
- Paralympics – Zeitfahren
- Weltmeisterschaft – Zeitfahren

2017
- Weltmeisterin – Zeitfahren, Scratch, Verfolgung

2018
- Weltmeisterschaft – Zeitfahren

2019
- Weltmeisterin – Zeitfahren
- Weltmeisterschaft – Scratch

2020
- Weltmeisterin – Zeitfahren, Scratch

2021
- Paralympics – Zeitfahren

2022
- Weltmeisterin – Zeitfahren, Scratch, Omnium
- Weltmeisterschaft – Verfolgung

2023
- Weltmeisterin – Zeitfahren
- Weltmeisterschaft – Verfolgung

2024
- Paralympics – Zeitfahren